# Global Green Growth Institute
Das Global Green Growth Institute (GGGI) ist eine auf Verträgen basierende internationale Organisation mit Sitz in Seoul, Südkorea. Die Organisation zielt darauf ab, grünes Wachstum und ein Wachstumsparadigma zu fördern, das durch ein Gleichgewicht zwischen Wirtschaftswachstum und ökologischer Nachhaltigkeit gekennzeichnet ist. Das GGGI bietet Forschung und Stakeholder-Engagement für Pläne für grünes Wachstum, insbesondere in Entwicklungsländern, mit dem Ziel, das typischere Paradigma auf der Grundlage der industriellen Entwicklung zu ersetzen.
Das GGGI wurde gegründet, um ein grünes Wirtschaftswachstum zu unterstützen, das gleichzeitig Armutsbekämpfung, Schaffung von Arbeitsplätzen, soziale Eingliederung und ökologische Nachhaltigkeit zum Ziel hat. Es arbeitet in vier vorrangigen Bereichen, die als wesentlich für die Transformation der Volkswirtschaften angesehen werden, darunter Energie, Wasser, Landnutzung und grüne Städte.
Das GGGI stellt sich eine widerstandsfähige Welt vor, die durch starkes, integratives und nachhaltiges grünes Wachstum erreicht wird, und setzt sich dafür ein, den Übergang der GGGI-Mitgliedsländer zu einem Modell für grünes Wachstum zu unterstützen. Um diese Ziele zu erreichen, arbeitet das GGGI mit Entwicklungs- und Schwellenländern zusammen, um Programme zu entwerfen und umzusetzen, die neue Wege für ein armutsorientiertes, nachhaltiges Wirtschaftswachstum aufzeigen.

## Geschichte
Das GGGI wurde 2010 erstmals vom koreanischen Präsidenten Lee Myung-bak als Denkfabrik ins Leben gerufen und 2012 auf dem Rio+20-Gipfel in Brasilien in eine auf internationalen Verträgen basierende Organisation umgewandelt.

## Tätigkeiten
Das GGGI fungiert als Wegbereiter und Vermittler für den Übergang der Mitglieder zu einer kohlenstoffarmen grünen Wirtschaft und bietet politische Beratung und technische Unterstützung bei der Entwicklung von Plänen, Richtlinien und Vorschriften für grünes Wachstum, der Mobilisierung grüner Investitionen und der Umsetzung von Projekten für grünes Wachstum. Außerdem wird die Entwicklung lokaler Kapazitäten und der Wissensaustausch vorangetrieben.

## Strategie 2030
Das Pariser Klimaabkommen von 2015 hat das globale Ziel, die Erderwärmung auf deutlich unter zwei Grad Celsius zu begrenzen und außerdem die Anpassungsfähigkeit an den Klimawandel weltweit zu stärken. Die Strategie 2030 übersetzt die Mission von GGGI und strategische Ziele in strategische Entscheidungen und vorrangige Maßnahmen auf globaler, regionaler und nationaler Ebene. Die Schlüsselpriorität ist es, die Mitglieder bei der Transformation ihrer Volkswirtschaften in Richtung eines grünen Wachstumsmodells zu unterstützen und außerdem die Maßnahmen zur Umsetzung ihrer national festgelegten Beiträge (NDCs) sowie ihrer Verpflichtungen der SDGs im Rahmen des Pariser Klimaabkommens zu erreichen. Es ist das Ziel, Entwicklungsergebnisse zu erzielen, die bezeugen, dass die Arbeit des GGGI zur Erweiterung und Skalierung des grünen Wachstums weltweit beiträgt.

## Mitgliedschaft
Das GGGI ist eine vertragliche Organisation, die die Ratifizierung des Abkommens erfordert, um Vertragspartei des Abkommens zu werden. Regionale Integrationsorganisationen können durch Ratifizierung des Abkommens auch Mitglieder des Instituts werden. 

### Mitglieder
Im Folgenden sind die Mitgliedstaaten des Instituts aufgeführt:
- Angola
- Äthiopien
- Australien
- Burkina Faso
- Costa Rica
- Dänemark
- Ecuador
- Elfenbeinküste
- Fidschi
- Guyana
- Indonesien
- Jordanien
- Kambodscha
- Katar
- Kiribati
- Kirgisistan
- Kolumbien
- Laos
- Mexiko
- Mongolei
- Norwegen
- OECS
- Papua-Neuguinea
- Paraguay
- Peru
- Philippinen
- Ruanda
- Senegal
- Sri Lanka
- Südkorea
- Thailand
- Tonga
- Uganda
- Ungarn
- Usbekistan
- Vanuatu
- Vereinigte Arabische Emirate
- Vereinigtes Königreich
- Vietnam

### Partnerländer und regionale Integrationsorganisationen
- Chile
- China
- Komoren
- Dominikanische Republik
- Europäische Union
- Ghana
- Guatemala
- Indien
- Kasachstan
- Madagaskar
- Marokko
- Mosambik
- Myanmar
- Nepal
- Nicaragua
- Nordmazedonien
- Pakistan
- Samoa
- Sudan
- Togo
- Tunesien
- Turkmenistan
- Sambia[4]